# Skerlep
Skerlep ali Škerlep je priimek več znanih Slovencev:
- Feliks Skerlep (1904—1980), strokovnjak za jagodičje
- Janko Skerlep (1894—1981), umetniški fotograf

Škerlep
- Andrej Škerlep (*1956), komunikolog, semiotik, publicist
- Dušan Škerlep (1923—2006), fotograf
- Miha Škerlep, fotograf
- Tomaž Škerlep, gradbenik (ZRMK)